# On Your Own (chanson de Blur)
Pour les articles homonymes, voir On Your Own.
Singles de Blur
Song 2 M.O.R.
On Your Own est le dix-neuvième single du groupe Blur, et troisième de leur album éponyme.
Ce titre ferait apparemment référence à la drogue, ce qui expliquerait les paroles un peu "cosmiques" (voir traduction). Ce sujet est d'ailleurs repris d'une manière plus sérieuse sur Beetlebum, premier single de l'album, qui fait cette fois référence à l'addiction dont était victime la copine de Damon Albarn à l'époque.
Le clip promotionnel est tourné dans un terrain vague entouré de bâtisses, le groupe est débarqué par une limousine noire. Pendant que Damon, un bob sur la tête, interprète le morceau de manière exubérante, Graham tient la guitare appuyé contre un mur après l'avoir entièrement tagué, Alex se balade entre les détritus, affublé d'une chemise portant la mention "Ceci n'est pas une cigarette" (écrit en français), et Dave est au fond d'un trou, en train de manipuler une boîte à rythmes Roland TR-606 qui a d'ailleurs été utilisée dans la chanson.

## Liste des titres
- CD1 CDFOOD98

1. On Your Own
2. Popscene (Live at Peel Acres)
3. Song 2 (Live at Peel Acres)
4. On Your Own (Live at Peel Acres)

- CD2 CDFOODS98

1. On Your Own
2. Chinese bombs (Live at Peel Acres)
3. Movin' on (Live at Peel Acres)
4. M.O.R. (Live at Peel Acres)

- 7″ vinyle FOOD98

1. On Your Own
2. Popscene (Live at Peel Acres)
3. Song 2 (Live at Peel Acres)

### Versions australiennes
- CD 8838592

1. On Your Own
2. On Your Own (Live at Peel Acres)
3. Popscene (Live at Peel Acres)
4. Song 2 (Live at Peel Acres)

- CD 8851542 (sorti le 5 mars 1997)

1. On Your Own
2. Popscene
3. Death of a party (Well blurred remix)
4. Death of a party (Billy Whisker's mix)

### Version limitée allemande
- CD

1. On Your Own (Acoustic version)
2. Country sad ballad man (Acoustic version)
3. Beetlebum (Acoustic version)
4. Movin' on (Live at Peel Acres)
5. Song 2 (Live at Peel Acres)